# Protainophthalmus margarus
Protainophthalmus margarum, Sitona margarum, Sitones margarum, Sitona antiqua
Espèce
Synonymes
- †Protainophthalmus margarum ;
- †Sitona margarum ;
- †Sitones margarum ;
- †Sitona antiqua Giebel, 1856

Protainophthalmus margarus est une espèce fossile d'insectes coléoptères de la famille des Curculionidae, sous-famille des Entiminae.

## Classification
L'espèce Sitona margarum est décrite par le naturaliste et entomologiste allemand Ernst Friedrich Germar (1786-1853) en 1849,. 
L'espèce Sitona antiqua est décrite par le zoologiste et paléontologue allemand Christian Gottfried Giebel (1786-1853) en 1856,.

### Citations
En 1856 Sitona margarum est citée par Oswald Heer.
En 1874 Sitones margarum est citée par Émile Oustalet.
En 1907 Sitones margarum est citée par Anton Handlirsch.
En 1937 Sitona margarum est citée et décrite par des exemplaires français de Célas et d'Aix-en-Provence et un allemand de Kleinkembs par Nicolas Théobald,.

### Fossiles
Selon Paleobiology Database en 2023, huit collections sont référencées, dont une de l'Éocène en France, venant des collections du Muséum de Marseille, de la formation de Célas dans le Gard et du Priabonien, et sept de l'Oligocène, dont six en France et une en Allemagne, venant de la mine de sel de Kleinkembs en Bade-Wurtemberg, du Rupélien et décrite par Nicolas Théobald en 1937. Les six collections de l'Oligocène de France, viennent de deux sites d'Aix-en-Provence dans les Bouches-du-Rhône et de Céreste dans les Alpes-de-Haute-Provence.

### Étymologie
L'épithète spécifique latine margarus signifie « perle ».

### Genre Protainophthalmus accordé en 2011
L’appartenance de l'espèce Protainophthalmus margarus au genre Protainophthalmus est validée par Nikolai Yunakov (d) et Alexander Kirejtshuk (d) en 2011,. L'espèce Protainophthalmus margarum est synonymisée par Andrei Legalov en 2015,.

## Description

### Caractères
Diagnose de Nicolas Théobald en 1937 concernant les fossiles de Célas, : 

« Cette forme a été décrite dans l'Oligocène d'Aix. Nous croyons pouvoir rapporter à cette espèce avec certitude deux échantillons (C20 et C21) du muséum de Marseille et avec doutes un troisième exemplaire (c19) de la même collection.
Corps de teinte noirâtre à l'état fossile ; légèrement mouillés, les téguments prennent une teinte brune. tête allongée, rostre court, à peine plus long que large ; yeux arrondis, faisant saillie sur le côté, placés vers le milieu de la tête. Thorax un peu plus large que la tête, ses côtés parallèles, ses angles nettement coupés ; pronotum plus large que long ; écusson non visible ; élytres dépassant le thorax, allongés ; plus de deux fois plus longs que le pronotum ; épaules effacées ; pointe mousse ; surface ornée de huit rangées de ponctuations noires ; les espaces intermédiaires élevés en carène ne sont pas visibles sur nos échantillons. pattes robustes ; cuisses I elliptiques ; tibias I un peu sinueux du côté interne, finement poilus. ».

Concernant les fossiles du gisement de Kleinkembs, échantillon R819 de la collection Mieg du muséum de Bâle : 

« Insecte noirâtre, se rapprochant beaucoup de l'échantillon précédant (R87). Les élytres sont de même taille et de structure identique.
Tête à vertex saillant, bombé ; front vertical, se reliant par une courbe concave au rostre gros et court ; œil ovale, un peu oblique ; antennes manquent. prothorax comprimé à l'arrière ; surface couverte d'aspérités verniformes. Élytres recouvrant tout l'abdomen ; bord antérieur légèrement convexe ; bord latéral convexe ; surface bombée, huit stries ponctuées, les tries externes embrassent les stries internes. Abdomen apparaît sous les élytres ; quatre segments nettement visibles. Pattes repliées sous le corps ; fémurs renflés, tibias grêles. ».

Concernant les fossiles du gisement de Céreste, les échantillons sont Ce4 des collections du Muséum de Paris, et F6 +6a, 39, 52, 60, 61, 66, 74, 100 de la collection Fliche, déposée à l'école nationale des eaux et forêts de Nancy.

### Dimensions
Concernant les fossiles de Célas : la longueur totale est de 8,25 mm à 9,50 mm.
Concernant les fossiles de Kleinkembs : la longueur totale (rostre compris) est de 8,5 mm la tête a une longueur de 2,5 mm ; le prothorax a une longueur de 1,5 mm ; les élytres ont une longueur de 5,6 mm.

### Affinités
Concernant les fossiles de Célas : 

« C20 et C21 sont identiques au type d'Aix décrit par Germar. En ce qui concerne C19, son allure est semblable, mais la tête et les élytres sont plus ou moins écrasés, l'identité ne peut-être affirmée. D'après Oustalet, Sitones margarum Germ. serait voisin de S. gressorius Fabr. des régions circumméditerranéennes. ».

Concernant les fossiles de Kleinkembs : 

« Très voisin de Sitona margarum Germar. Mais la taille est légèrement supérieure à celle du type d'Aix. ».

## Galerie
- Quelques espèces vivantes du genre Sitona.
- Sitona gressorius.
- Sitona lepidus.
- Sitona lineatus.
- Sitona striatellus.

### Publication originale
- [1849] (de) Ernst Friedrich Germar, « Ueber einige Insekten aus Tertiärbildungen », Zeitschrift der Deutschen Geologischen Gesellschaft, vol. 1,‎ 1849, p. 52-66.